# Corona (Brandenburg-Havel)
Corona is een historisch merk van motorfietsen
De bedrijfsnaam was Fahrradwerke & Metallindustrie AG, Brandenburg-Havel.
Corona was een Duits merk dat van 1903 tot 1915 motorfietsen produceerde. Aanvankelijk bouwde men eencilinder- en V-twin Zedel- en Fafnir-motoren in, die vlak voor het achterwiel lagen. Later kwamen ze op de “normale” plek te liggen.
Van 1915 tot 1922 lag de motorfietsenproductie stil. In 1922 werden 346cc-zijklep-eencilinders en 339cc-tweecilinders gebouwd, maar die poging het merk terug te brengen mislukte. Bovendien werd enige tijd de BMW “Bayernmotor” door Corona toegepast.